# 阿姆贝赫塔
阿姆贝赫塔（Ambehta），是印度北方邦Saharanpur县的一个城镇。总人口13103（2001年）。

## 人口
该地2001年总人口13103人，其中男性6872人，女性6231人；0—6岁人口2642人，其中男1350人，女1292人；识字率40.55%，其中男性为48.20%，女性为32.11%。